# Circonscription de Brand
La circonscription de Brand est une circonscription électorale fédérale australienne en Australie-Occidentale. Elle a été créée en 1984 et porte le nom de David Brand qui fut premier ministre de 1959 à 1971.
Elle s'étend sur la ville de Kwinana, la cité de Rockingham et la partie nord de la cité de Mandurah.
Le redécoupage électoral de 2008 qui l'a amputé de 12 000 électeurs de Mandurah en a fait un siège sûr pour le Parti travailliste. 

## Représentants
| Nom            | Parti        | Période de mandat |
| -------------- | ------------ | ----------------- |
| Wendy Fatin    | Travailliste | 1984–1996         |
| Kim Beazley    | Travailliste | 1996–2007         |
| Gary Gray      | Travailliste | 2007–2016         |
| Madeleine King | Travailliste | 2016–en cours     |

## Résultats des élections
| Parti                            | Parti                        | Candidat                     | Voix    | %      | ±      |
| -------------------------------- | ---------------------------- | ---------------------------- | ------- | ------ | ------ |
|                                  | Travailliste                 | Madeleine King               | 48 031  | 50,20  | +9,82  |
|                                  | Libéral                      | Peter Hudson                 | 21 056  | 22,01  | −7,83  |
|                                  | Verts                        | Heather Lonsdale             | 10 900  | 11,39  | +0,29  |
|                                  | Une nation                   | Jake Taylor                  | 5 139   | 5,37   | −3,10  |
|                                  | UAP                          | David Pike                   | 2 711   | 2,83   | −0,06  |
|                                  | Australie-Occidentale        | Michael O'Loghlen            | 2 592   | 2,71   | +0,01  |
|                                  | Chrétiens                    | Jayne Crichton               | 2 090   | 2,18   | −0,89  |
|                                  | Grand australien             | Andrew Gleeson               | 1 490   | 1,56   | +1,56  |
|                                  | Démocrates libéraux          | Alison Marshall              | 1 074   | 1,12   | +1,12  |
|                                  | Fédération                   | Malcolm Heffernan            | 598     | 0,62   | +0,62  |
| Total des suffrages exprimés     | Total des suffrages exprimés | Total des suffrages exprimés | 95 681  | 93,59  | −0,15  |
| Votes nuls                       | Votes nuls                   | Votes nuls                   | 6 551   | 6,41   | +0,15  |
| Participation                    | Participation                | Participation                | 102 232 | 86,56  | −1,90  |
| Résultat de préférence bipartite |                              |                              |         |        |        |
|                                  | Travailliste                 | Madeleine King               | 63 829  | 66,71  | +10,05 |
|                                  | Libéral                      | Peter Hudson                 | 31 852  | 33,29  | −10,05 |
|                                  | Travailliste retenir         | Travailliste retenir         | Swing   | +10,05 |        |